# Arcelor

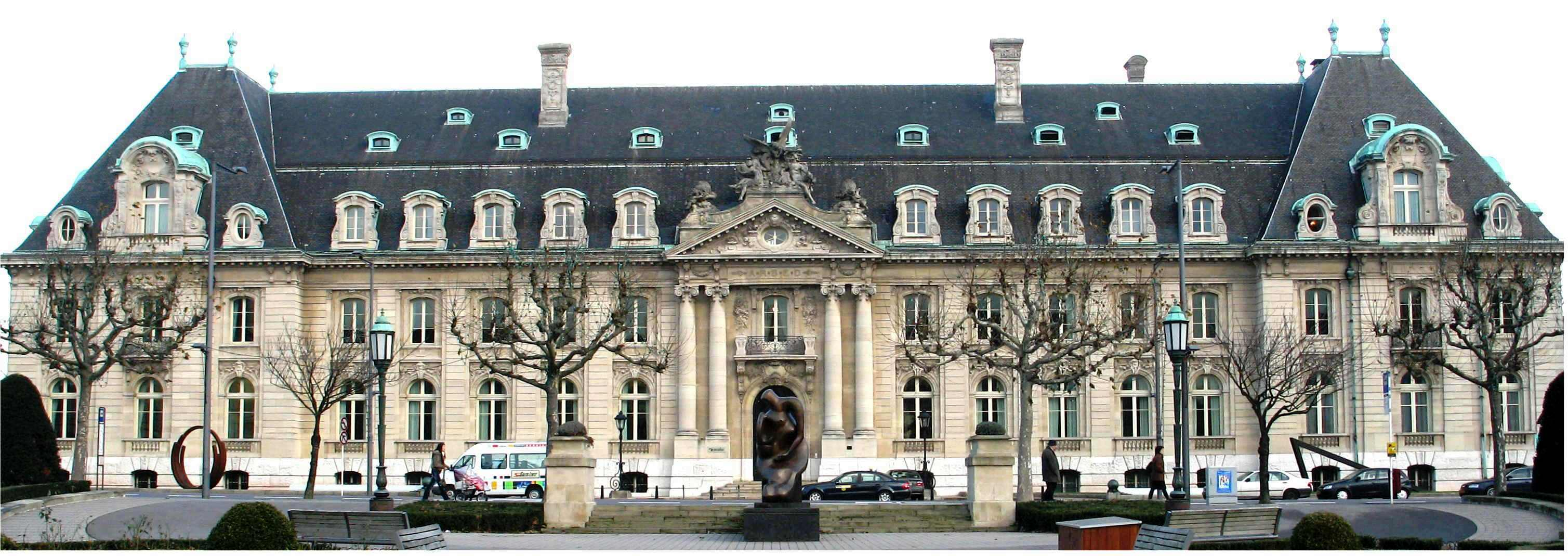
Sede de Arcelor en Luxemburgo.

Arcelor era un grupo empresarial multinacional. Actualmente forma parte de ArcelorMittal.

## Historia
Arcelor nace de la integración de tres grupos siderúrgicos europeos: Aceralia, Arbed y Usinor. El proyecto de integración se materializó el 18 de febrero de 2002 con la cotización del nuevo grupo. Sus acciones se negocian en las Bolsas de París, Bruselas, Luxemburgo y Madrid. En 2003 su cifra de negocio superó los 25.900 millones de euros y el volumen de ventas de 40,2 millones de toneladas, empleando a más de 98.000 trabajadores en 60 países. En 2005 se decide que Aceralia, Arbed y Usinor dejen sus marcas comerciales para usar la de Arcelor. En 2006 anuncia su fusión con la rusa Severstal para contrarrestar la OPA de la anglo-india Mittal, dando lugar a la mayor empresa siderúrgica del planeta.
En España tenía plantas en Avilés, Gijón, Sestao, Echévarri, Lesaca y Legasa.

## ArcelorMittal
Después de subir el precio de su primera oferta un 45% finalmente y luego de muchas ofertas Mittal Steel logró hacerse con Arcelor mediante una OPA por 30 000 millones US$. El resultado de esta larga y costosa operación es ArcelorMittal, un nuevo coloso siderúrgico que cuadruplicaba la producción del segundo acerero mundial en ese momento (Nippon Steel). Producía 116 millones de toneladas anuales de acero, con un volumen de negocio de 60.000 millones de euros y un beneficio neto de 7.000 millones de euros con una plantilla de 310.000 trabajadores, obteniendo así el diez por ciento del mercado mundial en el momento de la fusión.